# Vânătorii de fulgere
Vânătorii de fulgere (cu titlul original Newton's Wake: A Space Opera) de Ken MacLeod este un roman science fiction publicat în 2004 în Marea Britanie, iar în 2006 și în România, la editura Tritonic, în traducerea lui Mihai Samoilă.
Acțiunea romanului se petrece în secolul 24 și descrie viața omenirii după un cataclism tehnologic, deși cu oarecare elemente satirice. 
Romanul a fost nominalizat pentru Premiul Asociației Britanice de Science Fiction în 2004 și Premiul John W. Campbell în 2005.

## Intriga
La sfârșitul secolului 20, în primele momente ale unui nou război dintre Europa și Statele Unite, un supercalculator american destinat controlului balistic devine conștient. Urmează "Marele Rapt", o extindere și o evoluție explozivă a sistemelor computerizate care provoacă moartea majorității oamenilor și transformarea altora într-o nouă formă de viață inteligentă dincolo de capacitatea umană de înțelegere. Această nouă super-inteligență părăsește planeta și presară pe drumul său printre stele diverse artefacte.
Terra este acum populată de mașinării de război pe jumătate conștiente, iar ceea ce a mai rămas din omenire se ascunde pe alte planete. Cele trei mari secte în care se împart oamenii sunt America Offline (AO), Cavalerii Ilumminării și Demokratische Kommunistbund. Cercetarea artefactelor post-umane a permis descoperirea unor tehnologii noi, ca de pildă călătoria cu viteze supraluminice.
Personajul principal este Lucinda Carlyle, membră a unei familii scoțiene de mafioți ce controlează un sistem de găuri de vierme ce poartă numele de Skein. Lucinda este un "arheolog de luptă" și conduce o echipă pe planeta neexplorată Eurydice pentru a recupera tehnologie post-umană și să înlăture orice forțe de opoziție ar fi întâlnit în zonă. Nu descoperă numai o mulțime de artefacte, ci și o colonie umană scăpată de pe Terra în vremea "Marelui Rapt". Colonia posedă arme cu mult superioare. Fiecare dintre părți este surprinsă, crezându-se până atunci ca fiind singura supraviețuitoare. Apoi Cavalerii Iluminării descoperă că vechea navă a coloniei, cea cu care fugarii din trecut ajunseseră pe Eurydice este punctul focal al rețelei Skein.